# 接送学生
学生运输是运送儿童和青少年上下学的活动。学生运输可学生由自己来完成，如步行、骑自行车或摩托车，他们也可以由家庭成员或照护者伴随，或有组织地集体乘坐巴士。

## 運輸模式

### 巴士
学生可以由校车、公共巴士或者遊覽車接送上下課。例如在美國和加拿大，有一種為接送學生而特別設計的橙黄色校車，這種校車有特定的設備，例如警告牌，指示燈等。